# Сколовский, Зейдел
Зейдел Сколовский (англ. Zadel Skolovsky; 17 июля 1916, Ванкувер — 15 сентября 2009, Бетесда) — американский пианист.

## Биография
Сын Макса Сколовского (настоящее имя Мотке Плюскаловский), эмигрировавшего в США из Брест-Литовска, и его жены Кейт, урождённой Джонс. Вырос в Лос-Анджелесе, куда переехала его семья вскоре после его рождения. Начал учиться музыке в пятилетнем возрасте на домашней фисгармонии. Занимался в Кёртисовском институте музыки у Изабеллы Венгеровой, в дальнейшем работал её ассистентом; также брал уроки у Леопольда Годовского. В 1939 году выиграл Наумбурговский конкурс молодых исполнителей.
Творческое содружество связывало Сколовского с Дариусом Мийо, посвятившим Сколовскому Четвёртый концерт для фортепиано с оркестром (впервые исполнен Сколовским и Бостонским симфоническим оркестром под управлением Шарля Мюнша, 1950, существует и запись Сколовского с автором в качестве дирижёра) и «Хвалебный гимн» (фр. Hymne de glorification; 1954).
Оставил ряд записей — в том числе диск с сонатами Скрябина, Бартока, Берга и Хиндемита.
С 1975 года профессор, с 1987 года почётный профессор Индианского университета.